# One Churchill Place
One Churchill Place – wieżowiec w Londynie, w Wielkiej Brytanii, o wysokości 156 m. Budynek został otwarty w 2005 i posiada 32 kondygnacje.